# Campeonato Potiguar Segunda Divisão 2005
In 2005 werd de achtste editie van de Campeonato Potiguar Segunda Divisão gespeeld voor voetbalclubs uit de Braziliaanse staat Rio Grande do Norte. De competitie werd georganiseerd door de FNF en werd gespeeld van 3 juli tot 28 augustus. Macau werd kampioen. 
CE Brejinho trok zich voor de start van de competitie terug. 

## Eerste fase
| Plaats | Club             | Wed. | W | G | V | Saldo | Ptn. |
| ------ | ---------------- | ---- | - | - | - | ----- | ---- |
| 1.     | Guamaré          | 3    | 3 | 0 | 0 | 10:1  | 9    |
| 2.     | Macau            | 3    | 2 | 0 | 1 | 4:1   | 6    |
| 3.     | Universal        | 3    | 1 | 0 | 2 | 2:6   | 3    |
| 4.     | Atlético Potengi | 3    | 0 | 0 | 3 | 1:9   | 0    |

|  | Geplaatst voor tweede fase |

## Tweede fase
De uitslag van de finale is niet meer bekend, enkel dat Macau deze won.
|  | halve finale     | halve finale | halve finale | halve finale |  |         | finale | finale | finale | finale |
|  |                  |              |              |              |  |         |        |        |        |        |
|  |                  |              |              |              |  |         |        |        |        |        |
|  | Atlético Potengi | 0            | 0            | 0            |  |         |        |        |        |        |
|  | Guamaré          | 1            | 8            | 9            |  |         |        |        |        |        |
|  |                  |              |              |              |  | Guamaré |        |        |        |        |
|  |                  |              |              |              |  | Macau   |        |        |        |        |
|  | Universal        | 2            | 0            | 2            |  |         |        |        |        |        |
|  | Macau            | 0            | 9            | 9            |  |         |        |        |        |        |

## Kampioen
| Campeonato Potiguar de 2005 - Segunda Divisão |
| Rio Grande do Norte                           |
| --------------------------------------------- |
| MACAU Kampioen (1° titel)                     |